# Shakira (Album)
Shakira ist das zehnte Studioalbum der kolumbianischen Sängerin Shakira, das am 21. März 2014 von RCA Records veröffentlicht wurde. Es ist ihr erstes englischsprachiges Album seit ihrem achten Studioalbum, She Wolf (2009).
Das Album, an dem bereits im November 2011 gearbeitet worden war, sollte im Jahr 2012 veröffentlicht werden. Bedingt durch die Schwangerschaft der Sängerin erschien das Album erst im Jahr 2014.

## Titelliste
1. Can’t Remember to Forget You (feat. Rihanna) (John Hill, Tom Hull, Daniel Alexander, Erik Hassle, Shakira, Robyn Fenty) – 3:26
2. Empire (Steve Mac, Ina Wroldsen) – 4:03
3. You Don’t Care About Me (Nasri Atweh, Adam Messinger, Chantal Kreviazuk) – 3:42
4. Dare (La La La) (Shakira, Jay Singh, Lukasz Gottwald, Mathieu Jomphe-Lepine, Max Martin, Henry Walter, Raelene Arreguin, John J. Conte, Jr.) – 3:08
5. Cut Me Deep (feat. Magic!) (Atweh, Mark Pellizzer, Alex Tanas, Ben Spivak) – 3:15
6. 23 (Shakira, Luis Fernando Ochoa) – 4:00
7. The One Thing (Shakira, Atweh) – 3:12
8. Medicine (feat. Blake Shelton) (Shakira, Hillary Lindsey, Mark Bright) – 3:20
9. Spotlight (Shakira, Hillary Lindsey, Mark Bright) – 3:23
10. Broken Record (Shakira, Busbee) – 3:14
11. Nunca me acuerdo de olvidarte (Shakira, Jorge Drexler, John Hill, Tom Hull, Daniel Alexander, Erik Hassle) – 3:28
12. Loca por ti (Shakira, Josep Bellavista, Carlos Hernandez, Juan Clapera, Alberto Herrera) – 3:41
13. (Deluxe Edition Track) La La La (Brazil 2014) (Shakira, Jay Singh, Lukasz Gottwald, Mathieu Jomphe-Lepine, Max Martin, Henry Walter, Raelene Arreguin, John J. Conte, Jr. und Carlinhos Brown) – 3:17
14. (Deluxe Edition Track) Chasing Shadows (Sia Furler, Fernando Garibay und Greg Kurstin) – 3:31
15. (Deluxe Edition Track) That Way (Shakira, Olivia Waithe und Roy Battle) – 3:08

## Rezeption
David Maurer vom Online-Magazin laut.de gab dem Album drei von fünf Sternen. Die Lieder seien „putziger Teenie-Pop“ und somit „unschuldig, nett und eingängig“.

## Kommerzieller Erfolg

### Chartplatzierungen
| ChartsChartplatzierungen       | Höchstplatzierung | Wochen |
| ------------------------------ | ----------------- | ------ |
| Deutschland (GfK)              | 5 (16 Wo.)        | 16     |
| Österreich (Ö3)                | 3 (15 Wo.)        | 15     |
| Schweiz (IFPI)                 | 2 (21 Wo.)        | 21     |
| Spanien (Promusicae)           | 2 (25 Wo.)        | 25     |
| Vereinigte Staaten (Billboard) | 2 (18 Wo.)        | 18     |
| Vereinigtes Königreich (OCC)   | 14 (7 Wo.)        | 7      |

| ChartsJahrescharts (2014)      | Platzierung |
| ------------------------------ | ----------- |
| Schweiz (IFPI)                 | 67          |
| Vereinigte Staaten (Billboard) | 75          |

### Auszeichnungen für Musikverkäufe
| Land/Region          | Auszeichnungen für Musikverkäufe (Land/Region, Auszeichnung, Verkäufe) | Verkäufe |
| -------------------- | ---------------------------------------------------------------------- | -------- |
| Argentinien (CAPIF)  | Gold                                                                   | 15.000   |
| Brasilien (PMB)      | Platin                                                                 | 40.000   |
| Frankreich (SNEP)    | Gold                                                                   | 50.000   |
| Mexiko (AMPROFON)    | Platin                                                                 | 60.000   |
| Polen (ZPAV)         | Platin                                                                 | 20.000   |
| Spanien (Promusicae) | Gold                                                                   | 20.000   |
| Insgesamt            | 3× Gold · 3× Platin ·                                                  | 205.000  |

Hauptartikel: Shakira/Auszeichnungen für Musikverkäufe